# Уравнение Коппеля — Пальма
Уравнение Коппеля — Пальма описывает влияние растворителя на скорость протекания химической реакции, учитывая как неспецифическую, так и специфическую сольватацию реагентов и переходного комплекса молекулами растворителя. Общее уравнение для количественного описания эффектов среды записывается в виде
{\displaystyle \lg k=\lg k_{0}+yY+pP+eE+bB},
где
- {\displaystyle k} — константа скорости реакции в растворителе
- {\displaystyle k_{0}} — константа скорости реакции в газовой фазе (принимается, что в газовой фазе {\displaystyle Y=P=E=B=0})
- {\displaystyle Y} — полярность растворителя (функция Кирквуда)
- {\displaystyle P} — поляризуемость растворителя
- {\displaystyle E} — параметр, описывающий электрофильную сольватацию растворителем
- {\displaystyle B} — параметр, описывающий нуклеофильную сольватацию растворителем

Величина {\displaystyle Y} характеризует полярность растворителя и выражается функцией Кирквуда {\displaystyle Y={\varepsilon -1 \over 2\varepsilon +1}}, где {\displaystyle \varepsilon } — диэлектрическая проницаемость растворителя.
Величина {\displaystyle P} определяет поляризуемость растворителя. {\displaystyle P={n^{2}-1 \over 2n^{2}+1}}, где n — показатель преломления растворителя.
Величина {\displaystyle E} выражает способность растворителя к электрофильной сольватации и вычисляется по формуле:
{\displaystyle E=E_{t}-E_{0}t-yY-pP}, или при подстановке уточнённых Коппелем коэффициентов регрессии: {\displaystyle E=E_{t}(30)-(25,10\pm 1,06)-(14,84\pm 0,74)Y-(9,59\pm 3,70)P}, 
где {\displaystyle E_{t}(30)} - эмпирический параметр полярности растворителя, определяемый путем изучения связанного с внутримолекулярным переносом заряда поглощения бетаинового пиридиний-N-феноксидного красителя, а параметры {\displaystyle P} и {\displaystyle Y} вычисляютя по формулам:
{\displaystyle P={n^{2}-1 \over n^{2}+2}} и {\displaystyle Y={\varepsilon -1 \over \varepsilon +2}}.
Величина {\displaystyle B} показывает общую нуклеофильность растворителя и находится экспериментально методом ИК-спектроскопии по сдвигу частот колебаний O-H группы чистого фенола и O-H группы фенола в присутствии исследуемого растворителя.
Величины {\displaystyle y}, {\displaystyle p}, {\displaystyle e}, {\displaystyle b} вычисляются на основе экспериментальных данных с помощью линейной регрессии и характеризуют влияние каждого из компонентов свойств растворителя на скорость реакции.